# Айдарбаев, Алик Серикович
Алик Серикович Айдарбаев (род. 19 мая 1963 года, с. Александровка, Алматинская область) — казахстанский государственный деятель. Аким Мангистауской области (2013—2017). Председатель правления нефтегазовой компании АО НК «КазМунайГаз» (2018—2022).

## Биография
Происходит из рода шапырашты Старшего жуза.
В 1985 году окончил нефтяной факультет Казахского политехнического института по специальности «Разработка нефтяных месторождений», а также Государственное образовательное учреждение высшего профессионального образования Академии народного хозяйства при Правительстве РФ (2009). Владеет казахским, русским, английским языками.
- В 1985—1991 годах — оператор, мастер, технолог, начальник цеха НГДУ «Жетыбайнефть».
- В 1991—1994 годах — начальник ЦППД НГДУ «Жетыбайнефть» ПО «Мангышлакнефть».
- В 1994—1995 годах — заместитель Генерального директора, Первый вице-президент ГАО «Южказнефтегаз».
- В 2004—2006 годах — член, председатель совета Кызылординского филиала партии «Асар»[4].
- В 1999—2007 годах — депутат Кызылординского областного маслихата[4].
- В 1995—2009 годах — генеральный директор компании «Кумколь-Лукойл» (совместное предприятие «Лукойла» и «Южнефтегаза», позднее ЗАО «Тургай-Петролеум», в данное время — АО «Тургай Петролеум», принадлежащее на паритетной основе АО «ПетроКазахстан Инк.» (ПКИ) и Lukoil Overseas Kumkol B.V. (Лукойл).
- В 2010[уточнить] декабрь—март[уточнить] 2011 годах — генеральный директор АО «Мангистаумунайгаз»[3].
- В 2011 году — управляющий директор по добыче АО НК «КазМунайГаз».
- В 2011—2013 годах — генеральный директор АО РД «КазМунайГаз».
- С 22 января 2013 года до 14 марта 2017 года[5][6][7][8] — аким Мангистауской области[9].
- C 16 марта 2017 года[10][11] — первый вице-министр по инвестициям и развитию Республики Казахстан[12].
- 15 января 2018 года — заместитель председателя правления АО "Фонд национального благосостояния «Самрук-Казына»[13].
- 23 апреля 2018 года — председатель совета директоров АО «Самрук-Энерго»[14].
- 20 ноября 2018 года — 11 апреля 2022 года — председатель правления АО НК КазМунайГаз[15].

## Личная жизнь
Женат, супруга — Айдарбаева Бибигуль Бигалиевна, экономист нефтяной отрасли. Имеют двое дочерей и сына — Ботагоз (род. 1990), Жамиля (род. 1992) и Нурбек (род. 2005).

## Награды
- Орден «Курмет» (1999)[16]
- Юбилейные медали: «Қазақстан Республикасының тәуелсіздігіне 10 жыл» (2002);«Қазақстан Конституциясына 10 жыл»(2005)[4].
- Благодарственное письмо Президента Республики Казахстан (2005)[4].
- Нагрудный знак «15 лет казахстанской полиции»[4].
- Орден Парасат (2007)[16]
- Орден «Барыс» 2 степени (2014)[17]
- 2021 (2 декабря) — Орден «Первый Президент Республики Казахстан — Лидер Нации Нурсултан Назарбаев»;[18]

## Почётные звания
- Кандидат технических наук, тема диссертации: «Физико-химические методы повышения нефтеотдачи пластов»[4].
- Почетный профессор Казахского национального технического университета имени К. И. Сатпаева[4].
- Член-корреспондент Национальной инженерной академии Республики Казахстан[4].

## Автор книг
- «Теория и практика разработки нефтяного месторождения Кумколь» (Алматы, издательство «Ғылым»,1999[4])